# Metropolie Prousa
Metropolie Prousa je jedna z metropolií Konstantinopolského patriarchátu, nacházející se na území Turecka.

## Historie
Na severu hraničí s metropolií Nikaia, metropolií Nikomédie a na východě s metropolií Ankyra.
Biskupský stolec je známý od roku 325 kdy byl součástí metropolie Nikomédie.
Roku 1190 byla eparchie povýšena na metropolii.
Roku 1922 v rámci výměny obyvatelstva mezi Řeckem a Tureckem došlo k pozastavení činnosti metropolie a stala se titulární.
Současný titul metropolitů je; Metropolita Prousy, hypertimos a exarcha celé Bithýnie.